# Mecistocephalus heros
Mecistocephalus heros är en mångfotingart som beskrevs av Frederik Vilhelm August Meinert 1886. Mecistocephalus heros ingår i släktet Mecistocephalus och familjen storhuvudjordkrypare. Inga underarter finns listade i Catalogue of Life.